# Rosegg
Rosegg (en slovène : Rožek) est une commune autrichienne du district de Villach-Land en Carinthie.

## Géographie
Le territoire communal se situe dans la vallée de la Drave (Rosental), au pied nord des Karavanke. 

## Histoire
Les zones le long des rives de la Drave sont peuplées depuis plus de trois millénaires. Des fouilles près du village de Frög en 1882 ont révélé un champ funéraire de la culture de Hallstatt qui est établi entre environ 800 et 600 av. J.-C.

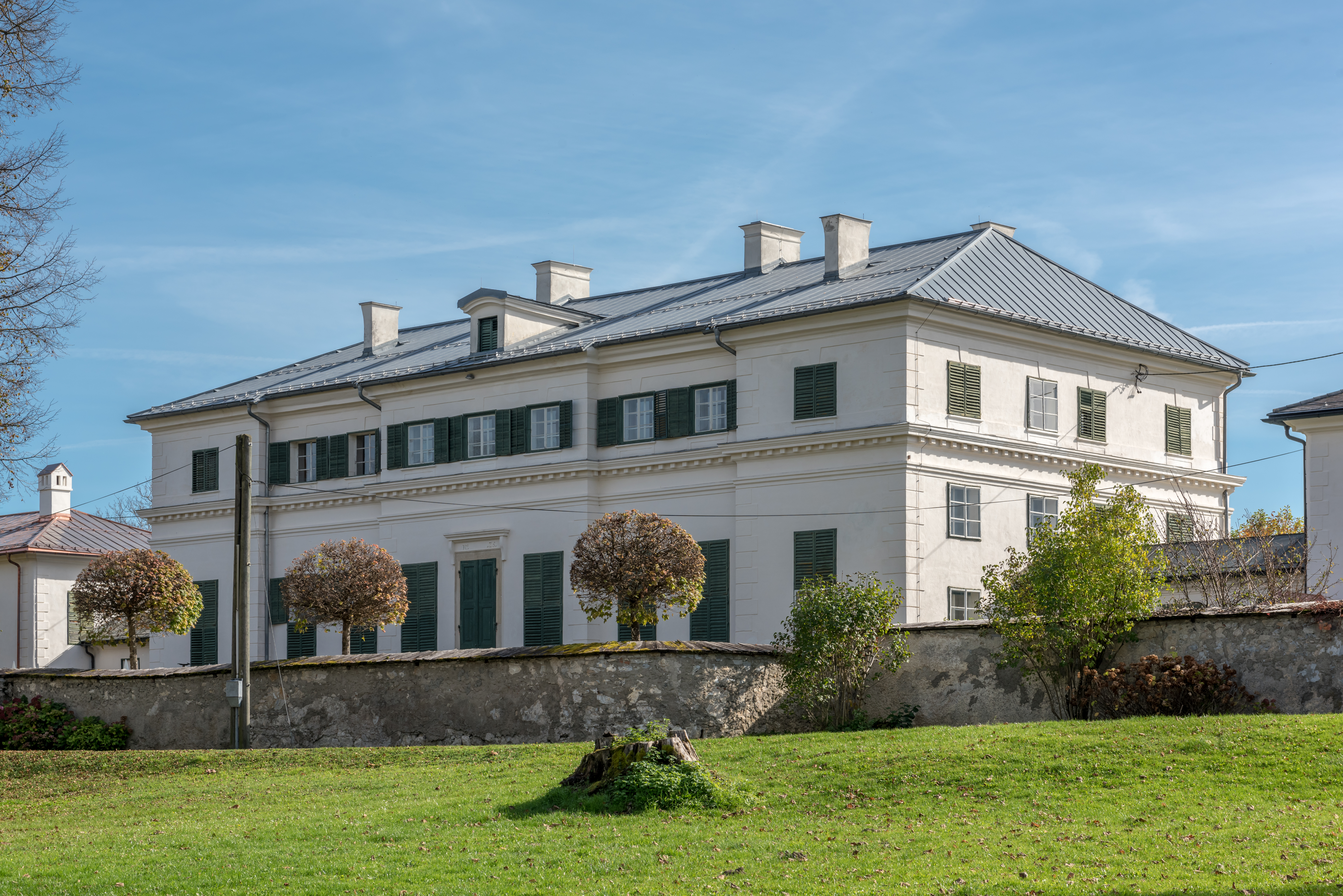
Le château de Rosegg.

Le domaine de Ras apparut pour la première fois dans les actes de l'évêché de Frisingue en 875. Le lieu de Rasek dans le duché de Carinthie est mentionné pour la première fois en 1106 dans un acte de donation du patriarche Ulrich d'Aquilée, frère du duc Henri III. La seigneurie passe à la maison de Walsee en 1363.
En 1478, la vallée fut dévastée par des troupes ottomanes. À partir de 1796, le château néo-classique, construit entre 1772 et 1780, et le domaine de Rosegg étaient la propriété du prince Franz Seraph von Rosenberg-Orsini (1761-1832), général de l'Armée autrichienne. En 1833, ils ont été acquis par le prince Jean Ier de Liechtenstein.

## Jumelages
- Osoppo (Italie)
- Lauco (Italie)
- Zuglio (Italie)
- Bohinj (Slovénie)